# Wonderful Days (Kiroroのアルバム)
『Wonderful Days』（ワンダフル・デイズ）は、Kiroroの6枚目のアルバム。2005年11月23日発売。発売元はビクターエンタテインメント。

## 収録曲
1. 生きてこそ
  - 作詞：玉城千春　作曲：Kiroro
  - 編曲：重実徹・Kiroro
2. やさしさに包まれて
  - 作詞・作曲：金城綾乃
  - 編曲：Kiroro
3. Latata
  - 作詞・作曲：玉城千春
  - 編曲：Kiroro・知念輝行
4. 嘘のない空
  - 作詞・作曲：金城綾乃
  - 編曲：Kiroro“Kawaguchiko”Band
5. 誰だって
  - 作詞・作曲：玉城千春
  - 編曲：Kiroro“Kawaguchiko”Band
6. あるがまま
  - 作詞・作曲：金城綾乃
  - 編曲：Kiroro・知念輝行
7. 君は歌ってくれた
  - 作詞・作曲：玉城千春
  - 編曲：Kiroro“Kawaguchiko”Band
8. あの頃
  - 作詞・作曲：玉城千春
  - 編曲：Kiroro・知念輝行
9. Wonderful Day
  - 作詞・作曲：金城綾乃
  - 編曲：Kiroro“Yamanakako”Band
10. 忘れないで〜アルバムバージョン〜
  - 作詞・作曲：玉城千春
  - 編曲：重実徹
11. 一番の願い
  - 作詞・作曲：玉城千春
  - 編曲：Kiroro“Kawaguchiko”Band